# Праці Арістотеля

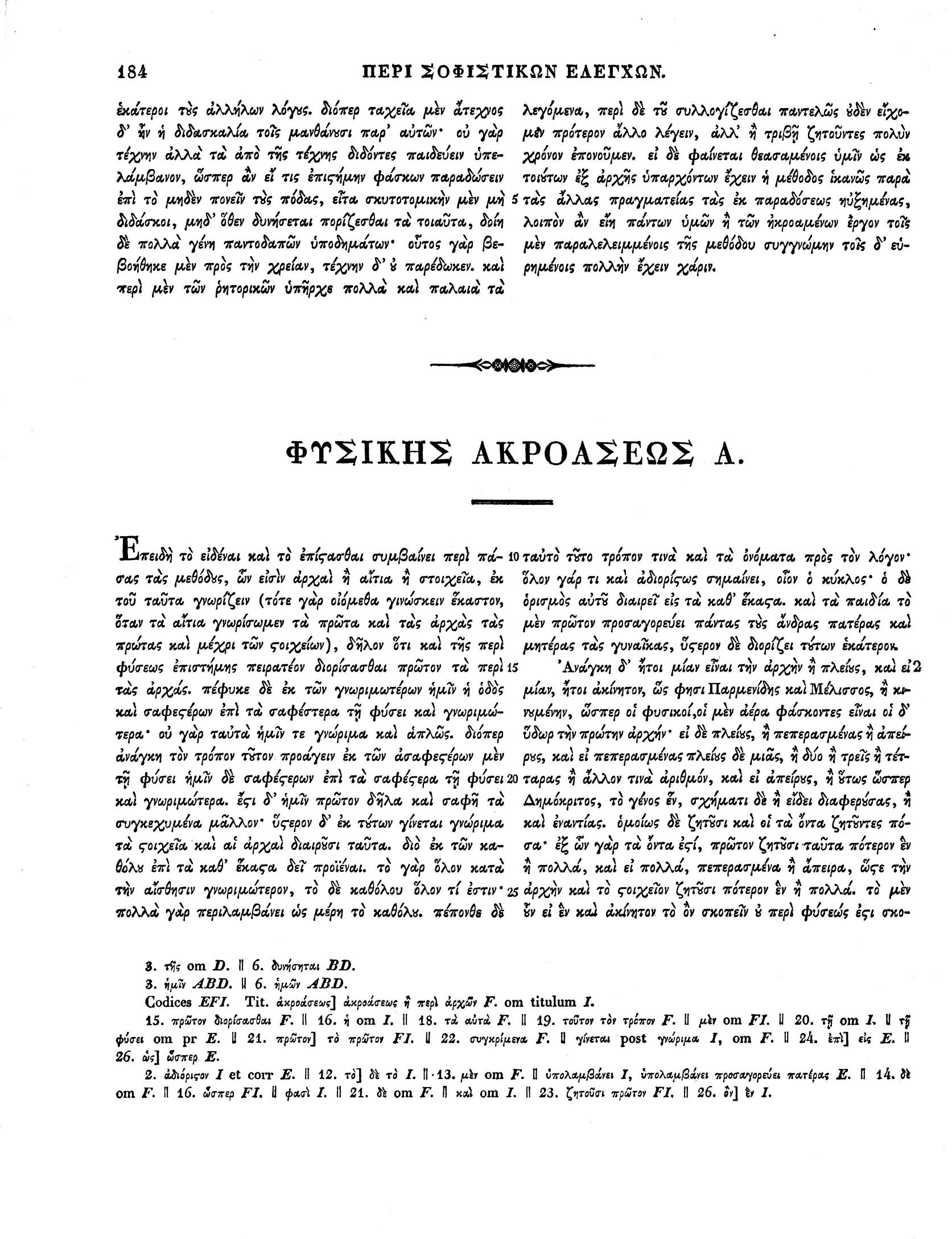
Кінець Софістичні спростування і початок Фізика (Арістотель) на сторінці 184 видання Август Іммануїл Беккер 1831 року.

Праці Арістотеля (лат. Corpus Aristotelicum) — зібрання творів Арістотеля, що збереглися з античності.
Відповідно до розрізнення, яке бере початок у самого Арістотеля, його твори поділяються на дві групи: «екзотеричні» та «езотеричні» Більшість дослідників тлумачать це як розрізнення між працями, призначеними для широкої публіки (екзотеричні), та більш технічними працями для використання в межах Ліцею (езотеричні). Сучасні науковці зазвичай вважають останні власними (чернетковими) конспектами лекцій Арістотеля (або подекуди записами його учнів). Втім, один класичний учений пропонує альтернативне тлумачення. Неоплатонік V століття Аммоній Гермій пише, що стиль Арістотеля навмисне обскурантистський, щоб «добрі люди з цієї причини ще більше напружували свій розум, тоді як порожні уми, що загинули від недбалості, будуть відлякані неясністю, коли натраплять на такі речення».
Для багатьох творів авторство Арістотеля викликає сумніви, і їх розрізняють за мірою зв'язку з Арістотелем, його учнями та його поглядами. Деякі з них більшість дослідників вважає продуктами «школи» Арістотеля, складеними під його керівництвом або наглядом. Інші твори, як-от «Про кольори», ймовірно, належать наступникам Арістотеля в Ліцеї — наприклад, Теофрасту чи Стратону Лампсакському. Ще інші отримали ім'я Арістотеля завдяки схожості в доктрині чи змісті, як-от праця «Про рослини», ймовірно, написана Миколобю Дамаським. Остання категорія, яка тут не розглядається, включає середньовічні хіромантичні, астрологічні та магічні тексти, зв'язок яких з Арістотелем є виключно вигаданим або рекламним.
Кілька трактатів згадують інші твори з корпусу. На підставі таких згадок деякі дослідники припускали можливий хронологічний порядок написання праць Арістотеля. Наприклад, Вільям Девід Росс запропонував таку загальну хронологію (яка, звісно, опускає багато творів): «Категорії», «Топіка», «Софістичні спростування», дві «Аналітики», «Метафізика Δ», фізичні твори, «Етика» та решта «Метафізики». Однак багато сучасних дослідників, з огляду на брак доказів, скептично ставляться до таких спроб визначити хронологію творів.

## Історія творів
За повідомленнями Страбона та Плутарха, після смерті Арістотеля його бібліотека дісталася Теофрасту (наступнику Арістотеля на посаді керівника Ліцею та перипатетичної школи). Після смерті Теофраста бібліотека перейшла до Нелея зі Скепсіса:5.
Згодом, коли Пергамське царство почало збирати книги до царської бібліотеки, спадкоємці Нелея сховали зібрання в підвалі, щоб воно не потрапило до цієї колекції. Бібліотеку зберігали там близько півтора століття в умовах, не придатних для збереження документів. Після смерті Аттала III, коли також припинилися прагнення до створення царської бібліотеки, існування бібліотеки Арістотеля стало відомим, її викупив Апеллікон і повернув до Афін близько 100 до н. е.:5–6
Апеллікон намагався відновити тексти, багато з яких були сильно пошкоджені. Він переписав їх у нових рукописах і намагався здогадатися про зміст у зіпсованих місцях:5–6.
Коли Сулла захопив Афіни в 86 до н. е., він захопив і бібліотеку, перевізши її до Рима. Там Андронік Родоський упорядкував тексти у перше повне зібрання творів Арістотеля (та творів, приписаних йому). Саме на цьому зібранні ґрунтуються сучасні тексти Арістотеля:6–8.
Діоген Лаертський у своїх «Життєписах та поглядах видатних філософів» (бл. 230 н. е.) наводить перелік творів Арістотеля, що включає 156 назв, поділених на приблизно 400 книг, які в сукупності налічують 445 270 рядків тексту. Багато з них утрачені або збереглися лише фрагментарно, а деякі, можливо, приписані Арістотелю помилково:9–11.

## Твори Арістотеля за нумерацією Беккера
Нумерація Беккера — це стандартна форма посилання на твори з Корпусу Арістотеля, що ґрунтується на сторінках видання повних творів Арістотеля, підготовленого Прусською академією наук (Aristotelis Opera edidit Academia Regia Borussica, Берлін, 1831—1870). Свою назву вона отримала від імені редактора цього видання — класичного філолога Августа Іммануїла Беккера (1785—1871).
| Позначення \| * \| Автентичність під питанням. \| \| [ ] \| Ймовірно не Арістотель. \| |                                                  |                                                              |
| Номер Беккера                                                                          | Українська назва                                 | Латинська назва                                              |
| Логіка                                                                                 |                                                  |                                                              |
|                                                                                        | Органон                                          |                                                              |
| 1a                                                                                     | Категорії                                        | Categoriae                                                   |
| 16a                                                                                    | Про тлумачення                                   | De Interpretatione                                           |
| 24a                                                                                    | Попередня аналітика                              | Analytica Priora                                             |
| 71a                                                                                    | Пост-аналітика                                   | Analytica Posteriora                                         |
| 100a                                                                                   | Топіка                                           | Topica                                                       |
| 164a                                                                                   | Софістичні спростування                          | De Sophisticis Elenchis                                      |
| Фізика (натурфілософія)                                                                |                                                  |                                                              |
| 184a                                                                                   | Фізика                                           | Physica                                                      |
| 268a                                                                                   | Про небо                                         | De Caelo                                                     |
| 314a                                                                                   | Про утворення й руйнування                       | De Generatione et Corruptione                                |
| 338a                                                                                   | Метеорологія                                     | Meteorologica                                                |
| 391a                                                                                   | [Про Всесвіт]                                    | [De Mundo]                                                   |
| 402a                                                                                   | Про душу                                         | De Anima                                                     |
|                                                                                        |                                                  |                                                              |
|                                                                                        | Parva Naturalia («Короткі праці про природу»)    |                                                              |
| 436a                                                                                   | Про чуттєве сприйняття                           | De Sensu et Sensibilibus                                     |
| 449b                                                                                   | Про пам'ять                                      | De Memoria et Reminiscentia                                  |
| 453b                                                                                   | Про сон                                          | De Somno et Vigilia                                          |
| 458a                                                                                   | Про мрії                                         | De Insomniis                                                 |
| 462b                                                                                   | Про передбачення уві сні                         | De Divinatione per Somnum                                    |
| 464b                                                                                   | Про тривалість і плинність життя                 | De Longitudine et Brevitate Vitae                            |
| 467b                                                                                   | Про молодість, старість, життя, смерть і дихання | De Juventute et Senectute, De Vita et Morte, De Respiratione |
|                                                                                        |                                                  |                                                              |
| 481a                                                                                   | [Про дихання]                                    | [De Spiritu]                                                 |
|                                                                                        |                                                  |                                                              |
| 486a                                                                                   | Історія тварин                                   | Historia Animalium                                           |
| 639a                                                                                   | Про частини тварин                               | De Partibus Animalium                                        |
| 698a                                                                                   | Про рух тварин                                   | De Motu Animalium                                            |
| 704a                                                                                   | Про ходу тварин                                  | De Incessu Animalium                                         |
| 715a                                                                                   | Про виникнення тварин                            | De Generatione Animalium                                     |
|                                                                                        |                                                  |                                                              |
| 791a                                                                                   | [Про кольори]                                    | [De Coloribus]                                               |
| 800a                                                                                   | [Про почуте]                                     | [De audibilibus]                                             |
| 805a                                                                                   | [Фізіогномоніка]                                 | [Physiognomonica]                                            |
| 815a                                                                                   | [Про рослини]                                    | [De Plantis]                                                 |
| 830a                                                                                   | [Про дивовижні чутки]                            | [De mirabilibus auscultationibus]                            |
| 847a                                                                                   | [Механіка]                                       | [Mechanica]                                                  |
| 859a                                                                                   | Проблеми*                                        | Problemata*                                                  |
| 968a                                                                                   | [Про неподільні лінії]                           | [De Lineis Insecabilibus]                                    |
| 973a                                                                                   | [Про напрямки та імена вітрів]                   | [Ventorum Situs]                                             |
| 974a                                                                                   | [Про Меліса, Ксенофана і Горгія]                 | [De Melisso, Xenophane, Gorgia]                              |
| Метафізика                                                                             |                                                  |                                                              |
| 980a                                                                                   | Метафізика                                       | Metaphysica                                                  |
| Етика й політика                                                                       |                                                  |                                                              |
| 1094a                                                                                  | Нікомахова етика                                 | Ethica Nicomachea                                            |
| 1181a                                                                                  | Велика етика*                                    | Magna Moralia*                                               |
| 1214a                                                                                  | Евдемова етика                                   | Ethica Eudemia                                               |
| 1249a                                                                                  | [Про чесноти й вади]                             | [De Virtutibus et Vitiis Libellus]                           |
| 1252a                                                                                  | Політика                                         | Politica                                                     |
| 1343a                                                                                  | Економіка*                                       | Oeconomica*                                                  |
| Риторика й поетика                                                                     |                                                  |                                                              |
| 1354a                                                                                  | Риторика                                         | Ars Rhetorica                                                |
| 1420a                                                                                  | [Риторика до Александра]                         | [Rhetorica ad Alexandrum]                                    |
| 1447a                                                                                  | Поетика                                          | Ars Poetica                                                  |
| *                                                                                      | Автентичність під питанням.                      |                                                              |
| [ ]                                                                                    | Ймовірно не Арістотель.                          |                                                              |

### Фрагменти
Уцілілі фрагменти багатьох втрачених творів Арістотеля були включені до п'ятого тому видання Беккера, редагованого Валентином Розе. Їх, однак, цитують не за нумерацією Беккера, а за номерами фрагментів. Перше видання фрагментів Арістотеля, виконане Розе, мало назву «Aristoteles Pseudepigraphus» (1863). Як видно з назви, Розе вважав ці твори недостовірними. Нумерацію фрагментів у переглянутому виданні Розе, опублікованому у серії Teubner, "Aristotelis qui ferebantur librorum fragmenta", Лейпциг, 1886 року, досі широко використовують (позначається як R3), хоча існує й новіше видання з іншою нумерацією, підготовлене Олофом Ґіґоном (опубліковане 1987 року як новий том 3 у перевиданні серії Беккера видавництвом De Gruyter).
Добірку фрагментів в англійському перекладі можна знайти у В. Д. Росса, «Select Fragments» (Оксфорд, 1952), та у збірці Джонатана Барнса (ред.), «The Complete Works of Aristotle: The Revised Oxford Translation», т. 2, Прінстон, 1984, с. 2384–2465. Новий переклад фрагментів трактату Арістотеля «Протрептик» здійснено Гатчінсоном і Джонсоном (2015).
До творів, що збереглися лише у фрагментах, належать діалоги: «Про філософію» (або «Про благо»), «Евдем» (або «Про душу»), «Про справедливість» і «Про шляхетне походження». Імовірно написаний не Арістотелем твір «Про ідеї» зберігся у цитатах Александра Афродизійського в його коментарях до «Метафізики» Арістотеля. Для ознайомлення з діалогами див. також видання Річарда Рудольфа Вальцера, «Aristotelis Dialogorum fragmenta, in usum scholarum» (Флоренція, 1934), та Ренато Лауренті, «Aristotele: I frammenti dei dialoghi» (2 тт.), Неаполь: Luigi Loffredo, 1987.